# Daniel Schaerer (Leichtathlet)
Daniel Schaerer (* 20. Oktober 1985) ist ein US-amerikanisch-schweizerischer Leichtathlet. Er hält den Schweizer U23-Rekord im Diskuswurf und wurde zum Schweizer Leichtathletik-Newcomer 2006 gewählt. Mit der Limite für die Leichtathletik-Weltmeisterschaften 2009 in Berlin hat er sich erstmals für einen Grossanlass bei den Aktiven qualifiziert, konnte sich aber nicht für den Final qualifizieren.
Schaerer ist der Sohn eines in die USA ausgewanderten Schweizers und wohnt in San Diego und ist Student. Er startet für den LC Zürich und wird trainiert von Patrick Buchs.

## Erfolge
- 2006: Schweizer Meister
- 2007: Schweizer Meister, 10. Rang U23-Europameisterschaften
- 2008: Schweizer Meister
- 2009: Schweizer Meister, 3. Rang US-Studentenmeisterschaften, Teilnahme Weltmeisterschaften

## Persönliche Bestleistung
- 63,55 m, 17. Mai 2009 in Eugene (Oregon)
  - 61,45 m, 16. Mai 2007 in Walnut (Kalifornien), (Schweizer U23-Rekord)

## Weblink
- Daniel Schaerer auf DirectAthletics

| Personendaten    | Personendaten                                |
| ---------------- | -------------------------------------------- |
| NAME             | Schaerer, Daniel                             |
| KURZBESCHREIBUNG | US-amerikanisch-schweizerischer Leichtathlet |
| GEBURTSDATUM     | 20. Oktober 1985                             |